# Morgana

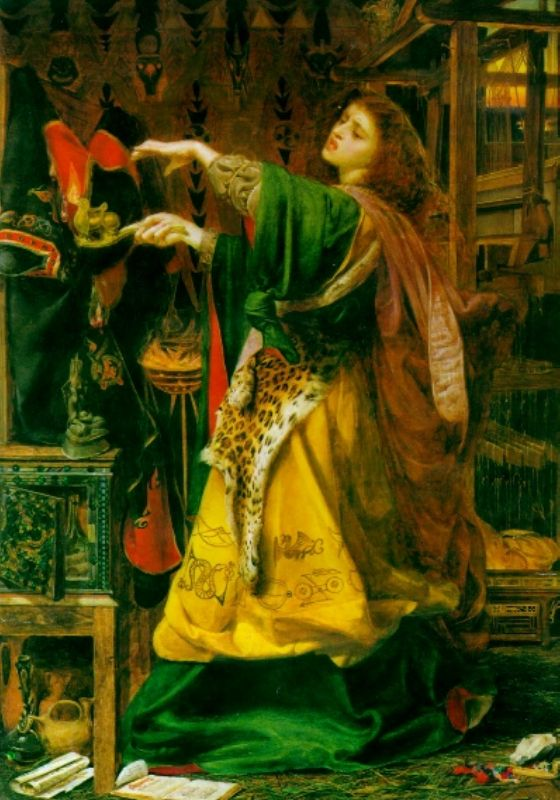
Morgan le Fay, de Anthony Frederick Sandys (1864).

Morgana, alternativamente conocida como: Morgan le Fay, Morgane, Morganna y Morgaine, entre otros nombres, es una poderosa hechicera en la leyenda artúrica. Las primeras obras que cuentan con Morgana no desarrollan su personaje más allá de su papel como hada o maga. Se hizo mucho más prominente en las posteriores obras del ciclo Lanzarote-Grial o Vulgata y el ciclo Post-Vulgata, en los que se convierte en una antagonista del rey Arturo y la reina Ginebra.
Se dice que Morgana es medio hermana de Arturo, al ser hija de Lady Igraine y su primer esposo, Gorlois, duque de Cornualles (mientras él es hijo de Igraine y Uther Pendragon). Tiene al menos dos hermanas mayores, Elaine y Morgause, esta última es la madre de Gawain, Sir Gaheris, Gareth, Agravain, con el rey Lot y normalmente el traidor Mordred, con Arturo. En La muerte de Arturo de Sir Thomas Malory y en otros lugares está casada infelizmente con el rey Urien Rheged de Gorre e Ywain es su hijo.

## Etimología
El nombre de este personaje podría ser derivado del nombre masculino galés Morcant o Morgan, aunque también hay expertos que creen que el nombre de la hermana del rey Arturo podría venir de mori-gena, que significa Nacida del Mar. Esta suposición ligaría a Morgana con la diosa Modron (La Gran Diosa Madre), relacionada con el mar por parte de su padre, el dios Avallach. Un manuscrito bretón del siglo XI dice que su origen está en mormoroin, una antigua palabra bretona que significa "sirena".
Su título de "El Hada" proviene del francés "Le Fay". Según las leyendas, ella se ganó ese título al ir a estudiar a un convento; debido a sus proezas mágicas todas las estudiantes del convento la asociaron con un hada, y de allí el nombre Morgan Le Fay o El Hada Morgana. Por más raro que parezca ella aceptó ese título como apellido, ya que en varios textos se le llama así o responde a ese nombre. Aunque gracias a eso, su rol en obras primerizas no se expandió más allá de ser un hada o curandera.

## Morgana en el ciclo artúrico
En el ciclo artúrico medieval, el hada Morgana es un personaje femenino, a veces presentado como antagonista del rey Arturo y enemiga de Ginebra. En los relatos galeses más antiguos, Morgana tiene un antecedente claro en la diosa Modron, que se casó con el rey Urien y fue madre de Owain (igual que la Morgana Le Fay de La Morte d´Arthur). En la Vita Merlini (Vida de Merlín) del siglo XII, se dice que Morgana ("Morgen") es la mayor de las nueve hermanas que gobiernan la isla de Ávalon. Geoffrey de Monmouth habla de Morgana como sanadora y cambiante.

### Geoffrey de Monmouth y la primera mención de Morgana

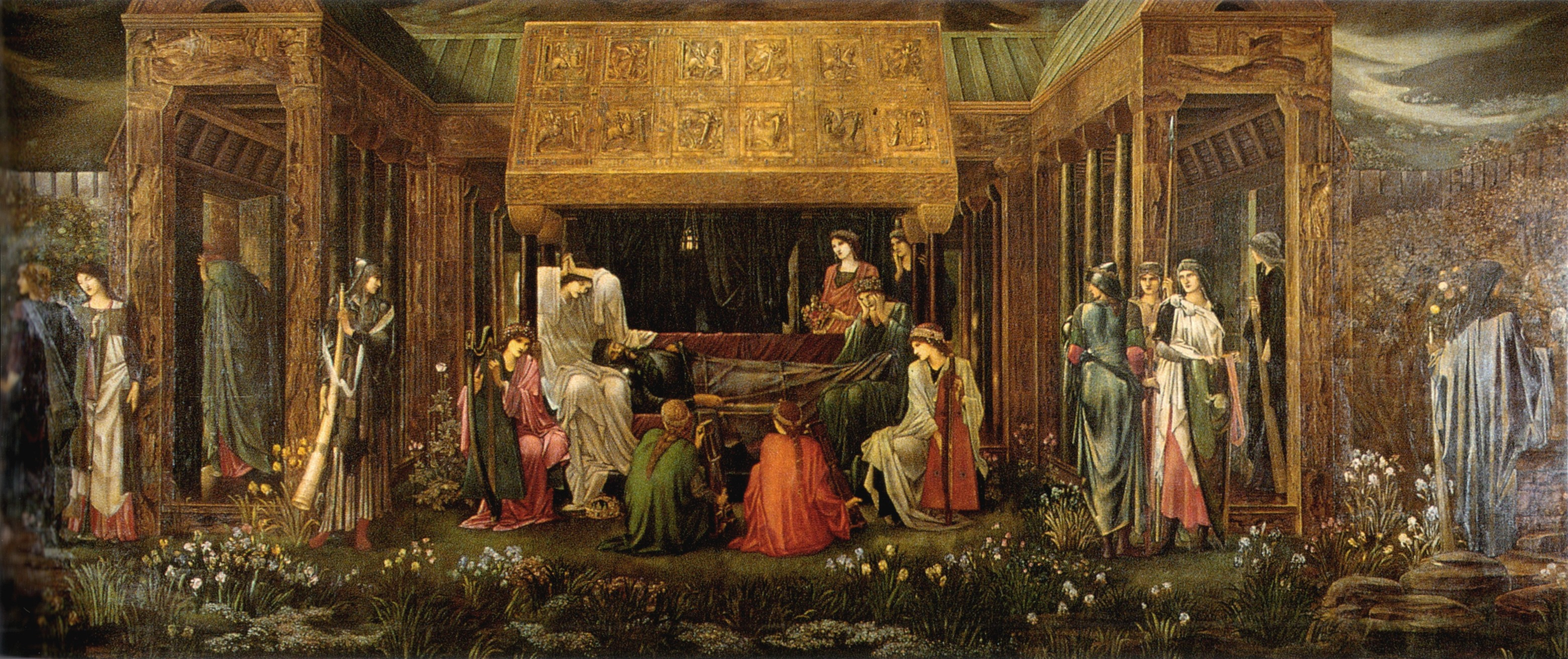
El último sueño de Arturo en Avalón. Pintura de Edward Burne-Jones. Morgana (de blanco) es una de las nueve hadas que velan por el rey. El mago Merlín aparece en el margen derecho del cuadro

En la Historia Regum Britanniae de Geoffrey de Monmouth se cuenta que después de la batalla contra su sobrino Mordred, el rey Arturo se retiró a descansar eternamente a la isla mágica de Ávalon, pero no menciona quién lo llevó a esa isla, ni qué sucedió después.
Cuando Monmouth escribe Vita Merlini, habla del viaje de Arturo a dicha isla, y dice que está gobernada por nueve hermanas hadas. De este grupo destaca la mayor, más bella, más buena, más sabia y más poderosa: Morgen, que será conocida en el futuro como Morgana. En este libro se mencionan todas sus habilidades (volar, cambiar de forma o curar) que le fueron enseñadas por Merlín. Morgen se ofrece a acoger al Rey en su isla mágica, lo acuesta en una cama de oro, y con sus hierbas y pociones, le devuelve la salud.
En el Roman de Brut de Wace, Arturo también viaja a Ávalon, pero en esta versión la reina de la isla es el hada Argante. Como sólo se habla de ella en este libro, podemos deducir que Morgen y Argante son distintos nombres de un mismo personaje: el Hada Morgana.

### Morgana en las obras de Chrétien de Troyes
En la época de Chrétien de Troyes el personaje de Morgana toma más relevancia, pero sin llegar a ser un personaje principal. Durante esta época, es por primera vez considerada hermana o medio hermana de Arturo. En obras como Yvain, el caballero del león o Erec y Enide Chrétien describe a Morgana como la hermana de Arturo, y dice que es una sabia curandera que fue discípula de Merlín. En Yvain el protagonista no se cura hasta que no recibe de parte de Morgana un ungüento mágico. Años después de que este texto fuera escrito, en textos como La Morte d' Arthur, Morgana e Yvain (o Owain) serán madre e hijo.
En Erec y Enid se dice que Morgana está presente en el banquete de boda de los protagonistas. El autor la relaciona con Guingamor, señor de Ávalon. Esta relación será desarrollada en obras posteriores hasta ser descrita como una relación amorosa entre Guingamor y Morgana que será frustrada por Ginebra, la prima del caballero.

### Vulgata y obras posteriores
Tanto en la Vulgata anónima como en La muerte de Arturo, el papel de Morgana crece en importancia, complejidad y protagonismo. Ya no es un hada que vive en la lejana isla de Ávalon, sino un personaje muy implicado en lo que sucede en la corte de Arturo, una mujer poderosa, como un hada, pero con sentimientos e ideas propias de los hombres, como la ambición, la pasión, la venganza o la compasión. Su papel se torna más oscuro, será una de las principales destructoras de la paz que reina en Camelot cuando desvele a su hermano los amores de Ginebra con el caballero Lanzarote del Lago, pero, al igual que en la historia de Geoffrey de Mounmouth, es ella quien encabeza la barca que llevará a su medio hermano a Ávalon. Este último episodio será mantenido por todos los autores posteriores a Geoffrey, probablemente para resaltar la complejidad y dualidad de Morgana.

#### Familiares de Morgana
En la tradición de los ciclos artúricos, Morgana era la hija de la madre de Arturo, Lady Igraine, y de su primer marido, Gorlois, duque de Cornualles. Arturo, hijo de Igraine y de Uther Pendragon, era, por tanto, su medio hermano. Morgana tenía dos hermanas mayores (y era por tanto la menor de tres, y no la mayor de nueve como Geoffrey de Monmouth indica). Cuando Uther se casó con Igraine, sus hermanas mayores también se casaron. A partir de entonces se deja de hablar de Morgana en la leyenda hasta después de la coronación de Arturo, pero hay dos versiones de dónde acabó la niña: una dice que se fue a Ávalon con Merlín a aprender magia, y otra que cuenta que Uther encerró a Morgana en un convento, donde aprendió magia y fue llamada Le Fay (el Hada).
En La muerte de Arturo y otras fuentes, ella es la infeliz esposa del rey Uriens de Gore, y Owain mab Urien es su hijo, que la detiene cuando, presa de la ira, intenta matar a Uriens.

#### Descendencia
La primera en hablar del hada Morgana como madre de Mordred es la ópera Merlín (1902) de Isaac Albéniz, aunque aquí no se menciona ningún tipo de incesto. Probablemente, esta faceta de Morgana como madre del asesino de Arturo fue popularizada por Marion Zimmer Bradley en su novela Las nieblas de Avalón (1983) y por John Boorman en su película Excalibur (1981). En Las nieblas de Avalón, Mordred o Gwydion es engendrado en Morgana por Arturo bajo la apariencia del Astado, el Dios celta de la naturaleza, durante los ritos celtas del Beltane en Ávalon, el niño se cría con Morgause y Lot en las islas Orkney. Hay que mencionar que previo a la ópera de Albéniz previamente aludida, Morgana nunca es considerada madre de Mordred; es más ni siquiera tienen una relación cercana o caracterización parecida. Claramente la popularidad de Las nieblas de Avalón ha llevado a este y muchos otros errores (como la creencia de que el Astado tuvo un culto generalizado en el muy diverso mundo celta, la celebración de rituales irlandeses, como Beltane, en Gran Bretaña o la falsa idea de la adoración a una Diosa Madre mistérica) a expandirse por la cultura popular. Uther hizo casar a Morgana con el rey Uriens y esta le dio un hijo, Sir Owein. Pero Morgana y su esposo nunca se llevaron bien, y en una ocasión intentó matarlo. Dada su asociación con la diosa Modron, Morgana sería también madre de Morvydd con Uriens, considerada una de las mujeres más bellas, y de Mabon, un personaje de la mitología galesa estrechamente relacionado con la idea de la juventud. Aunque hay textos como Claris et Laris donde Owain mantiene una hermana, o textos donde Morgana tiene una hija sin nombre (en general en Italia, donde este personaje aparece con el título de Pulzella Gaia), Morvydd es olvidada fuera de Gales. Mabon o personajes derivados de este aparecen en algunos textos posteriores, ya sea asociado a Morgana (como en Lanzelet), ya sea Owain (como en Libeaus Unconnus).

#### Morgana y Merlín
Diversas fuentes describen a Morgana como discípula de Merlín, y más adelante como su rival; en este papel, el personaje aparece parcialmente superpuesto a "Viviana", una de las figuras que corresponden al nombre de "Dama del Lago". Mientras que Viviana (también llamada Nimue) seduce y embruja a Merlín con su belleza y su magia, Morgana aprende la magia de él y luego la usa para dañar a los caballeros de Arturo y a la reina Ginebra, como en Sir Gawain y el caballero Verde, donde a Morgana se la denomina hada y diosa. El mito de la rivalidad entre Morgana y Merlín se retoma en algunas obras cinematográficas, en particular en la película Excalibur de John Boorman (1981).

#### La traición de Morgana
En algunas leyendas, Morgana intenta conspirar contra Arturo robando la espada Excálibur y dándosela a su amado sir Accolon para que lo asesine. Arturo mata a Accolon en un duelo y se retira a descansar a un convento cercano. Morgana, enfurecida, roba la espada de Excálibur (que hace a Arturo invencible) y la arroja al mar. Después le manda una capa, aparentemente para reconciliarse, pero el rey la rechaza. Por consejo de Nimue, la dama del lago y sucesora de Merlín, Arturo se la coloca a la criada de su hermana. La capa se pega a su cuerpo y comienza a arder como por arte de magia. El rey salva su vida y Morgana escapa lejos de Camelot.

#### Morgana, Ginebra y Lancelot

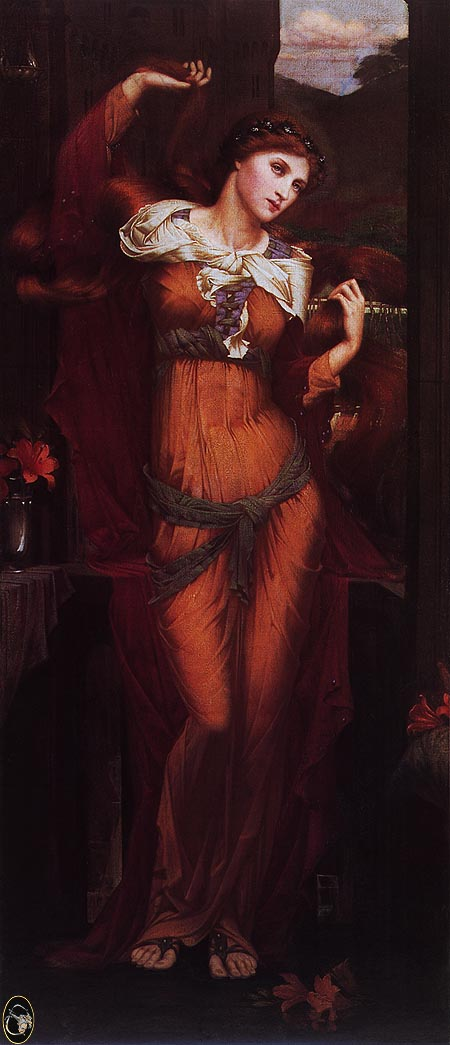
Morgan Le Fay de Spencer Stanhope. Morgana es un personaje muy sensual, pero su belleza y encanto no logran encandilar a Sir Lanzarote.

Morgana y Ginebra han sido presentadas como enemigas en varias obras. En La Vulgata cuentan que cuando Ginebra descubrió la relación del Hada Morgana con Guingamor (primo de Ginebra) lo expulsó de la corte, ya que ella estaba casada; en otras versiones el propio Guingamor parece abandonar a Morgana para casarse con el hada Branguenparte, o tal vez él sea el que esté casado. De cualquier modo, la rivalidad de Morgana y Ginebra queda establecida al descubrir la primera el adulterio de la reina. Un día Morgana encontró junto a un grupo de otras dos o tres brujas al amado de Ginebra, sir Lanzarote, durmiendo la siesta. Las brujas intentaron seducirlo, pero no funcionó, de modo que la propia Morgana lo encerró un año en su mazmorra. Pasado este tiempo, Lanzarote escapa. Tras un breve tiempo inactiva en sus planes contra Camelot, Arturo se cruza con Morgana, a la que creía muerta y con la que se reconcilia rápidamente. Él llega incluso a ofrecerle volver a Camelot, oferta que ella educadamente rechaza diciendo que pretende ir a Avalón. Morgana, además, le enseña a su hermano un mural que Lancelot había pintado, con escenas de amor con Ginebra y él mismo como protagonistas. Después de aquello el rey persiguió incansablemente al caballero que había sido su mejor amigo. Según otra leyenda, Morgana le hizo un regalo especial al rey Arturo: un cuerno del cual sólo las esposas fieles podían beber. Sin embargo, en esta historia la infidelidad que se revela es la de Isolda.

#### La cara amable de la bruja
Después de que Arturo sale a buscar a Lancelot, Mordred quiere casarse con Ginebra y usurpa el trono. Esto desencadena la ira de Arturo, y así tiene lugar la batalla de Camlann, donde padre e hijo se dan muerte. Arrepentida de todo, Morgana se lleva a Arturo, ya medio muerto a la isla de Ávalon, junto con varias reinas hadas enlutadas, que en algunas versiones forman un grupo de tres, en otras de cuatro, y en otras de nueve. Allí es donde Arturo dormirá por los siglos de los siglos. Esta última historia muestra la cara más amable de la bruja, que al final olvida el pasado y se reconcilia con su hermano. Este capítulo final hará que, en los siglos XX y XXI, muchos escritores presenten a Morgana como una mujer atormentada y dividida entre el amor a su hermano Arturo y la búsqueda de la venganza por la terrible muerte de su padre y la humillación de su madre, que fue conseguida gracias a Merlín.

## Morgana en el cine y la televisión
Morgana ha aparecido en varias películas y series de temática artúrica, aunque no en todas. Ha sido interpretada por actrices de la talla de Helen Mirren, Helena Bonham Carter, Katie McGrath, Eva Green, o Julianna Margulies. En algunas versiones es presentada como la asesina de Merlín y la archienemiga de Arturo, en otras como una amable y hospitalaria hada que se divierte seduciendo a los caballeros de su medio hermano, y hay algunas que la presentan como una mujer poderosa que pretende conservar las creencias britanas anteriores a la llegada de los romanos, aunque por ello tenga que enfrentarse a su hermano Arturo, a sus caballeros o a la reina Ginebra.
- Los caballeros del rey Arturo: En este film de 1953, la actriz Anne Crawford da vida a Morgana, una dama ambiciosa que codicia el trono de Inglaterra y ve en Arturo y Merlín un obstáculo en su camino hacia el poder. Desde el día en que su medio hermano arranca Excalibur de la piedra y es nombrado rey, Morgana se rebela y junto a Mordred conspira contra su vida. En esta versión Mordred no es hijo del incesto del rey Arturo y Morgana, sino solamente el protegido de ella. La relación de Morgana con Merlín es de completa rivalidad: el mago conoce el odio de Morgana hacia Arturo y consigue frenar sus intrigas hasta que muere envenenado a instancias de la hechicera, que posteriormente provocará la caída del reino de su hermano Arturo al acusar a Sir Lanzarote de ser amante de la reina Ginebra.

- El Caballero Verde: En esta película de 1973 el papel de Morgana es muy menor, un hada que vive en el bosque y le gusta entrometerse en los asuntos de la gente mientras mira en su bola de cristal. La interpreta Emma Sutton. Su primera aparición es en una escena en la que Sir Gawain y su escudero persiguen a un unicornio y llegan a un gran pabellón que aparece en medio del bosque. Nada más entrar en el lugar, una gran cantidad de comida y bebida aparece ante ellos. Todo esto es obra de Morgana, que intenta seducir al caballero Gawain, y después lo ayuda guiándolo al reino de LLyonesse, donde conocerá al amor de su vida, Lynet. El Caballero Verde se enfada con Morgana porque ha hecho que Gawain conozca a su amada antes de tiempo y la convierte en rana por entrometida. Incluso así, Morgana es capaz de seducir al Caballero para que le enseñe sus artes mágicas.

- Excalibur: Esta película, estrenada en 1981, es una interpretación libre de Le Morte d'Arthur de Mallory. Morgana, interpretada por Helen Mirren, tiene un rol crucial. Actúa movida por la ira que le provoca ver en el trono al hijo de Uther Pendragon, el hombre que mató a su padre y violó a Igraine, su madre, con la ayuda de la magia de Merlín. La bella Morgana y el mago se conocen en la boda de Arturo. Morgana le habla de un don que posee, la clarividencia (este don se manifiesta cuando Morgana es una niña y sueña con la muerte de su padre y ve que el hombre que durmió con su madre es Uther bajo un encantamiento). Merlín se enamora de ella y le enseña algo de magia, excepto el Conjuro de la Creación, que es la fuente de su poder, y por eso entre ambos hay una relación muy difícil: a veces son una alumna y su mentor, a veces son algo más, y muchas veces son rivales. Morgana ve que su cuñada Ginebra ama a Lanzarote. Movida por la venganza, convence a Sir Gawain de que los acuse de adulterio. Merlín intenta engañar a Morgana llevándola a la Cueva del Dragón, pero en un momento de flaqueza la joven le roba el Conjuro de la Creación para encerrarlo en la cueva y dejarlo morir. Después, la bruja logra su venganza haciéndose pasar por Ginebra para yacer con su hermano y engendrar a Mordred. Morgana desaparece de Camelot para criar a su hijo y proporcionarle una armadura que lo hará invencible. Morgana también es la responsable de la muerte de muchos caballeros que parten a por el Santo Grial, mediante engaños los atrae a su castillo, del cual sólo salían muertos (Esto podría estar basado en la leyenda del Valle sin Retorno). Años después, cuando Mordred comienza a luchar contra Arturo, el fantasma de Merlín se aparece en sueños a Morgana y la confunde para que use el Conjuro de la Creación. La hechicera actúa tan torpemente que el hechizo que la mantenía joven se invierte y adquiere el aspecto de una anciana decrépita, además de que cubre de niebla el campamento de Mordred. Este, enfadado y asqueado por el nuevo aspecto de su madre, la estrangula (aunque en ningún libro anterior a la película se había dicho que Morgana moría).

- Merlín: En esta miniserie de 1998, Helena Bonham Carter da vida a Morgana, que aquí no es la archienemiga de Merlín (Sam Neill), ya que ese papel lo tiene la Reina Mab (Miranda Richardson). Morgana Le Fay es una niña feliz hasta que Uther Pendragon mata a su padre y seduce a su madre con la ayuda de Merlín. Frik (el gnomo criado de Mab, al que da vida Martin Short) convence a la niña de que coloque una piedra negra en la cuna del recién nacido Arturo para maldecirlo de por vida. Cuando Arturo es rey, Morgana aún vive en el castillo de Tintagel, donde se crio, y ha cambiado poco desde que era una niña: sigue jugando con cometas y su belleza queda menguada por una leve deformidad en su párpado izquierdo. Frik hace magia y le otorga una belleza sin igual. La ambición y la sed de venganza se adueñan de Morgana, que se deja convencer por Mab y Frik para acostarse con su hermano y concebir a Mordred. Morgana cría a su hijo con magia, y cuando Merlín la previene de Mab, ella le dice que el trono le pertenece y que el mago es también culpable del nacimiento de Mordred, pues mediante la magia Merlín había satisfecho los deseos de Uther, destruyendo a la familia de Morgana. Morgana es una buena madre con Mordred, quiere lo mejor para él y no duda en regañarlo si es necesario, pero el joven prefiere a Mab, que lo malcría. Cuando la reina Mab se lleva a Mordred al país de las hadas, Morgana se enfada diciendo: ¡Es mi hijo!¡Yo le di amor, tú solo le dabas juguetes! Pero Mab usa su magia y hace que su aliada caiga por las escaleras y muera ante el impasible Mordred. Frik, el único que quiere a Morgana, ve cómo la magia se va y ella le pregunta: "Frik, ¿aún soy hermosa?", a lo que el gnomo, que ha perdido su aspecto de apuesto caballero le dice No tengo palabras. ¿Y yo? Morgana también responde que no tiene palabras y muere. Helena Bonham Carter fue nominada al Globo de Oro por su interpretación de Morgana. En ningún escrito se dice que la hechicera muriese ni que tuviera un romance con un gnomo, como deja ver la miniserie. El personaje no practica la magia tanto como en otras versiones, solamente cuando es una niña se deja ver que Morgana tiene cierto poder (puede ver que el hombre que está con su madre no es el duque de Cornualles, y cuando Arturo nace, es ella la que lo maldice).

- Las nieblas de Avalón: Esta miniserie es una adaptación de la novela de Marion Zimmer Bradley que lleva el mismo nombre. Morgana (Julianna Margulies) es presentada como una joven sacerdotisa de la Antigua Religión, la cual está retrocediendo frente al cristianismo. Fue instruida en Avalón por la Dama del Lago Viviana (presentada en el libro como la hermana más mayor de Igraine) y ella la entregó a su medio hermano, Arturo, durante un ritual pagano. Mientras que en la novela Arturo y Morgana se dan cuenta después de acostarse de quién es el otro, en la miniserie Arturo no lo sabe hasta el final (esta adaptación de la novela es bastante libre y hay bastante diferencia entre libro y película). Morgana no es presentada aquí como la gran enemiga de Arturo, ese lugar lo ocupan Mordred y Morgause (aquí presentada como la hermana de Viviana e Igraine, y tía de Morgana y Arturo) que son codiciosos y capaces de todo para hacerse con el trono. Morgana es desafortunada en el amor: amaba a Lanzarote, pero este era el amante de la reina; se quería casar con Sir Accolon pero Ginebra la prometió con el viejo rey Uriens. Ella no pudo decidir sobre los asuntos importantes de su vida, y en lugar de eso, son sus parientes quienes los tomaron: Merlín y Viviana decidieron con quién tendría a su primogénito, Morgause (Joan Allen) se lo quedó para criarlo como le convino, Ginebra la casó con alguien a quien no amaba... esto hace que Morgana abandone Avalón hasta que es demasiado tarde y se ha desatado la guerra entre Mordred y Arturo. Es ella la que lleva a Arturo a Avalón ya que es la sucesora de Viviana como Dama del Lago pero la isla mágica desaparece, porque la era de la Diosa ha terminado, y comienza la de Cristo. Sin embargo, al llegar al islote de Glastonbury, ve cómo adoran a la Diosa, solo que la presentan como la Virgen María, y Morgana comprende que sus esfuerzos, los de Merlín y los de Viviana (interpretada por Anjelica Huston), no han sido en vano.

- Merlín: En esta serie, Morgana es interpretada por Katie McGrath. En la primera temporada aparece como la pupila del rey Uther Pendragon, adoptada cuando sus padres murieron. Sus poderes crecen pero ella los mantiene en secreto, pues Uther persigue a quienes practican la magia. Está enamorada de Arturo, su amigo de la infancia, y su sirvienta y mejor amiga es una joven llamada Gwen (del galés Guinevere, Ginebra). Su amistad con Merlín crece, aunque es puesta a prueba en la segunda temporada, tras la llegada de la hechicera Morgause. Esta le revela a Morgana que son medio hermanas por parte de madre. La joven, inducida por su recién descubierta hermana, traiciona al rey sumiendo al reino de Camelot en un profundo sueño. El Gran Dragón revela a Merlín que la culpable es Morgana y que si muere, se deshará el embrujo. Merlín es obligado a traicionar a su amiga y la envenena. Entonces aparece Morgause, que es obligada a deshacer el conjuro, y se lleva a Morgana a un lugar secreto para curarla. En la tercera temporada, Morgana regresa dispuesta a vengarse de Uther Pendragon. Descubre que Uther es su padre (lo cual la hace hermana de Arturo por parte de padre y de Morgause por parte de madre), y guarda rencor a Merlín. Con la ayuda de Morgause consigue la Copa de la Vida, con la que crea un ejército inmortal para derrocar de una vez por todas a Uther. Morgana se corona como reina de Camelot. En el último episodio de esta tercera temporada hace sufrir a su padre para hacerle sentir lo que ella estuvo sufriendo bajo su mandato y lo que era sentirse despreciada, ya que su padre nunca la reconoció como hija para que Arturo fuese el único heredero a la corona. Merlín logra detener al ejército inmortal con la espada Excalibur, pero en el proceso le da un golpe casi mortal a Morgause, que queda muy débil. En la cuarta temporada Morgana se esfuerza por tener a Camelot a sus pies, pero debe enfrentarse a los caballeros de la Mesa Redonda (en este caso, Arturo, Gwaine, Elyan, Lancelot, Sir Leon, y Perceval), sin mencionar la ayuda de la magia de Merlín. Morgause, moribunda, tiene un "último regalo" para ella, se ofrece para ser sacrificada en la Isla de los Bienaventurados y liberar una magia enormemente destructiva. Al final de la quinta temporada, Morgana se aliará con Mordred para matar a Arturo. Mordred muere en batalla pero Arturo queda malherido. Morgana se acerca a él para matarlo, pero aparece Merlín con Excalibur. "Soy una sacerdotisa de la Antigua Religión, ninguna espada mortal puede matarme" dice Morgana, pero olvida que Excalibur no es una espada mortal, sino que ha sido forjada en el aliento del dragón. Merlín atraviesa a Morgana con Excalibur, y así termina esta vida llena de dolor y odio.

- Camelot: Serie estrenada en 2011, donde Joseph Fiennes interpreta al mago Merlín y Eva Green al hada Morgana. En esta serie, a diferencia de las otras versiones, Morgana es hija legítima de Uther Pendragón y su primogénita, pero Uther mata a su madre y la encierra en un convento para casarse con Igraine y para poner luego a Arturo, su hijo y el de Igraine, en el trono, que está bajo el cuidado de Merlin, otro arquitecto de lo ocurrido. Esto es la base de la enemistad entre Morgana y Arturo, que acepta el trono ofrecido por Merlin y legitima con ello todo lo ocurrido.

- ''Stargate:SG-1: Serie de ciencia ficción estrenada en 1997. En esta serie Morgana es parte de una raza conocida como los Antiguos donde ella es una antigua ascendida que, a petición de otros como ella, detuvo la creación del arma destructora de seres ascendidos a manos de Merlin. Sin embargo acontecimientos dentro de la serie llevan a Morgana a arrepentirse de sus actos y a apoyar la creación de dicha arma para eliminar a los Ori.

- Tales of Arcadia: Franquicia de series animadas estrenada en el 2016. Morgana realiza su primera aparición física en la tercera temporada de Trollhunters, siendo la villana principal durante la mayor parte de esa temporada, aunque su personaje ya era conocido desde la segunda temporada bajo el nombre de "Dama Pálida". En la serie de 2020, Wizards, aparece como un personaje secundario de gran importancia, haciendo referencias a la historia de ella como la hermana de Arturo y siendo una aprendiz de Merlín, pero que posee una gran rivalidad contra este y se muestra que se hizo malvada ya que todos querían destruir a los seres mágicos.

## Morgana en otras fuentes
- El hada Morgana aparece también en narraciones fantásticas posteriores, no relacionadas con el ciclo del rey Arturo, a menudo como personificación del fenómeno óptico fata morgana. Por ejemplo, el hada Morgana aparece en la fábula Los cisnes selváticos de Hans Christian Andersen.

- También aparece en los "Cromos de Ranas de Chocolate", unas estampillas coleccionables en la serie Harry Potter.

- Morgana Le Fey Aparece en la serie animada de la Liga De la Justicia (voz de Olivia d'Abo ) en el episodio "Un caballero de las sombras", en el que intenta robar la piedra filosofal y utilizarlo para convertir Londres en un enorme castillo, con su hijo Mordred como gobernante.

- En Justice League Unlimited, vuelve a aparecer en el episodio "Cosas De Niños", donde su hijo Mordred se lleva el amuleto de la Primera magia, la fuente de toda la magia terrenal, que tenía poder incluso superior al de Morgana. Mordred arrancó el amuleto y lo utilizó para expulsar a ella y todos los adultos de la Tierra a una dimensión paralela, Morgana tuvo que negociar un acuerdo con Batman, Superman, Wonder Woman y Green Lantern , cambiándolos hasta ser niños para que pudieran regresar a la Tierra y luchar contra Mordred. Ellos lo engañaron para que se convertiera en un adulto por lo que quedaría desterrado. Cuando el hechizo se rompió, Morgana cambió los héroes de vuelta a sus edades apropiadas y luego procedió a tomar el cuidado de su hijo, que era viejo y débil aunque sigue siendo inmortal, después de haber roto hechizo de eterna juventud que su madre había echado sobre él hace siglos.

- Aparece también en la película de Walt Disney Pictures El aprendiz de brujo, su existencia constituye parte del eje central de la historia, cuando Morgana era la enemiga mortal de Merlín.

- En la serie de animación Winx Club, también aparece el Hada Morgana, reina de todas las hadas de la Tierra, resentida con unos magos por desterrarlas. En la misma serie se menciona en temporadas anteriores a un ser, Ávalon, salvando a las protagonistas en varias ocasiones.

- En la película Ah! My Goddess (año 2000) como el Hada Morgan
- Morgana es el nombre de la criada de Alí Baba en el mítico relato de Las Mil y una Noches.

- Morgana es también una conocida bailarina española de danza del vientre especialista en el estilo tribal fusión y gótico. Realiza además vistosas coreografías con armas y movimientos de artes marciales. Es cofundadora de la Excalibur Dance Co. y directora de la escuela Nieblas de Avalon.

- Morgana es también un personaje "Campeona" del popular juego en línea gratuito League of Legends (LoL).

- En la versión latinoamericana de la serie de anime Pretty Soldier Sailor Moon, las villanas que atacan en cada uno de los primeros capítulos de la primera temporada son llamadas Morgana.

- Apareció en la tercera temporada de  Ultimate Spider-Man, en el episodio 7: Noche de Halloween en el Museo.

- Apareció en la primera temporada de "The Librarians" (Los Bibliotecarios), capítulo 7 "(La Regla de Tres)". Bajo el pseudónimo de Melinda McCabe.

- En el videojuego de Atlus Persona 5, Morgana es uno de los personajes principales el cual está representado por el arcano "El Mago" ("The Magician") y, además, es representado como un gato.

- Aparece en el videojuego para móviles Marvel Future Fight como personaje jugable.

- Aparece en la tercera temporada de la serie marvel runaways

- Aparece en el juego para móviles Fate/GO (Fate/Gran Order) como servant clase Berserker de 5 estrellas o SSR.

- Su influencia en el español es denotada por el término "fatamorgana" (o "fata morgana"), que significa "ilusión" o "engaño". Aunque, según la última edición del Diccionario de la Real Academia de la Lengua Española, dicha palabra también cuenta con la siguiente acepción: «Fenómeno de espejismo que la gente de mar atribuía al hada Morgana». https://dle.rae.es/fatamorgana